# 白俄羅斯蘇維埃社會主義共和國國徽
白俄羅斯蘇維埃社會主義共和國國徽啟用於1926年 （最後使用的版本啟用於1950年代，比舊版少了波蘭語和意第緒語），與蘇聯國徽設計相似。
呈圓形，中為旭日初升之象，上方有紅色五角星和鎚子與鐮刀，象徵社會主義照亮全球。
外圍由麥穗、三葉草和亞麻構成的花環裝飾。飾帶以俄語和白俄羅斯語書有國家格言「全世界無產者，聯合起來！」。下方以白俄羅斯語書有「白俄羅斯蘇維埃社會主義共和國」的首字母。
1991年，騎士盾徽成為新的國徽。1995年，以本國徽圖案為基礎的白俄羅斯國徽啟用。
- 1919—1927
- 1920—1937
- 1927—1937
- 1937—1938
- 1938—1949
- 1949—1958
- 1958—1981
- 1981—1991